# Martijn Meerdink
Martijn Meerdink (Winterswijk, 15 settembre 1976) è un ex calciatore olandese, di ruolo centrocampista.

## Biografia
Suo figlio Mexx è stato a sua volta un calciatore professionista.

## Carriera

### Club
Ha giocato nella prima divisione olandese.

### Nazionale
Nel 2006 ha giocato una partita con la nazionale olandese.

## Palmarès

### Club

#### Competizioni nazionali
- Eerste Divisie: 1

De Graafschap: 2009-2010